# Abdullah Shah (roi de Malaisie)
Pour les articles homonymes, voir Abdullah Shah.
Abdullah Shah, de son nom complet Al-Sultan Abdullah Ri’ayatuddin Al-Mustafa Billah Shah ibni Almarhum Sultan Haji Ahmad Shah Al-Musta’in Billah (en jawi : السلطان عبدالله رعاية  الدين المصطفى بالله شاه الحاج ابن المرحوم سلطان حاج احمد شاه المستعين بالله), né le 30 juillet 1959 à Pekan, est sultan de l'État de Pahang depuis le 15 janvier 2019, date de l'abdication de son père, Ahmad Shah. Il est également roi de Malaisie du 31 janvier 2019 au 30 janvier 2024.

## Biographie
À la suite de l'abdication du roi Muhammad Faris Petra le 5 janvier 2019, il est prévu que son père monte sur le trône de Malaisie une seconde fois en vertu de l'ordre cyclique établi entre les États de la fédération. Mais son abdication du trône de Pahang est également annoncée le 12 janvier en raison de problèmes de santé, ce qui fait du prince héritier Abdullah, déjà régent depuis 2016, le nouveau sultan de Pahang et nouveau roi de Malaisie pour cinq ans.
Le 24 janvier, il est élu roi et investi le 31 du même mois.